# 柏林嘉年華
柏林嘉年華會顧名思義是在柏林舉辦的嘉年華遊行，其傳統有部分根源於萊茵河流域的嘉年華遊行。傳統上，柏林並不是布蘭登堡州的嘉年華聖地，該地的嘉年華習俗是在不同時期借鏡其他地區而逐漸形成，並融入了當地特色。儘管有許多當地社團每年舉辦活動推廣嘉年華習俗，卻仍對柏林的文化層面少有影響。

## 柏林嘉年華1961年前的歷史
柏林嘉年華有著悠久，卻少為人知的歷史，而這都與號稱嘉年華專家的普魯士人在十九世紀初從萊茵地區的滅亡有關。
早在1430年，家族和市議會在城市內慶祝所謂的„大齋期“。而後在15世紀，也有透過盧薩蒂亞的移民在柏林舉辦、推廣Zampern（意思是遊行和舞會）。隨著慶典本身熱鬧的氛圍，使得參與者逐年增加，卻也在1629年第一次取消了化妝舞會，特別是喜劇和雜耍。接著從1659年開始，手工業者為首的面具遊行也陸續被禁止- 其主要原因是由於手工業者為了好好慶祝，會進行長達八天的“翹班”。
1743年柏林劇院開始舉辦嘉年華、面具舞會，或更確切的說：化妝舞會。這項著名的文化傳統沿用至今，因為每場都有近2000名賓客及提供相應數量的食物，例如：300塊牛舌、100隻烤野兔、200頭小牛或野味、200個大蛋糕、6個大木桶裝的糖果、100公斤的巧克力、200座年輪蛋糕、1800個奶油麵包以及大約400瓶香檳。慶典期間，也可以享用到著名的柏林油炸甜甜圈配上就柏林時期，有代表預言能力的狂歡節雞尾酒。
18世紀，普魯士的國王們（如：腓特烈一世和二世）會在皇宮內舉辦與遊行毫無相關的面具舞會（比賽或跳舞活動）。每年年初腓特烈大帝（老腓特）會在柏林為社會高階層人士舉辦，所謂傳統的嘉年華。1815年萊茵地區有普魯士和其他地區的移民遷移到柏林，並把自己的嘉年華傳統一同帶來。
也因為這樣，1870年他們在柏林創立了第一家萊茵河地區嘉年華俱樂部。第一次世界大戰結束後，社會各個階層的人共襄盛舉這場盛宴，此舉讓柏林的民眾感到高興。

## 柏林嘉年華自1990年以來的歷史
1990年，東柏林的副總統威爾弗里德·庫普施與西柏林的總統沃爾夫岡·羅布共同決定，他們要合法登記這場嘉年華聯合會，這個決定，也為後來東西德的統一揭開了序幕。
以嘉年華會的層面來說，合併東、西柏林的嘉年華會並無政治方面的問題，因為東、西柏林都是慶祝同樣的德國傳統嘉年華，且他們還會趁機利用嘉年華的瘋狂嘲諷各自的執政政府。不過在嘉年華會的進行上，東、西柏林還是有點差異。西柏林的嘉年華較豪華，東柏林的則是較民間通俗。

## 柏林嘉年華遊行
柏林嘉年華遊行並不是個近代的文化產物，也不是兩德統一之後，萊茵地區的居民隨著政府遷都，才把嘉年華會帶進柏林的。在遷都之前，柏林其實就有嘉年華會了，不過，因受到柏林圍牆建造的影響，以及贊助商取消贊助，而造成持續不斷的金援困難，導致柏林嘉年華會一直無法成為一項例行的傳統。儘管在1992年，兩德統一後，為了慶祝球賽獲勝，開始有了汽車遊行，嘉年華會依舊無法在柏林順利進行，因為柏林拒絕承擔街道清潔費用，且也沒有足夠贊助商可以提供資助。
1995年，再度費了很大的心力試圖舉辦柏林嘉年華，卻還是失敗了，因為缺少贊助商資助高額的街道清潔費。2000年時，成立了一個協會，專門負責設立2001年的嘉年華會，這個協會召集了所有對柏林嘉年華有興趣的團體、贊助商、媒體和柏林政府一起討論這個議題。因此在2001年，終於在柏林成功舉行了兩德統一後的第一場嘉年華遊行。遊行途中還會穿越市中心，經過許多富有歷史意義的建築，每年都吸引快75萬人來到遊行路段觀看嘉年華。一直到2010年以前，柏林嘉年華會都是在嘉年華星期日舉辦，從2011年開始就變成在嘉年華星期日的前一週舉行了。
在嘉年華會上，柏林的嘉年華協會成員有個打招呼方式，他們會說“heijo”，這個詞是從歡樂“Heiterkeit”和詼諧“Jokus”衍生而來的。
光是2006年就有22個團體參加，參加者大概有4000人，還有50輛花車和15輛音樂列車，以及徒步行走在柏林嘉年華會中的人群，整個嘉年華遊行浩浩蕩蕩的從波茨坦廣場一路走到宮廷廣場，更確切來說，是走到紅色市政廳。有別於1998年到2010年期間的遊行路線。1998年到2010年的嘉年華遊行是從布達佩斯大街到選帝侯大街。最後則是在環球廳舉辦一場盛大的嘉年華派對，作為遊行的結束。但由於噪音汙染(音樂聲音不得高於75分貝)，以及街道清潔問題，嘉年華會舉辦人在2014年把遊行取消了。
2011年11月11日，11點11分，憤怒嘉年華首次在柏林舉辦。參加者並非有組織的嘉年華協會，而是一群柏林市民，他們用服裝、手勢和歌聲展現他們的憤怒。在選帝侯大街舉行的柏林嘉年華遊行在2016年和2017年時有再度舉行，不過2018年、2019年和2020年的遊行都取消了。